# بيتر غولد
بيتر غولد (بالإنجليزية: Peter Gould)‏ هو كاتب ومخرج ومنتج تلفزيوني أمريكي. كان يعمل على جميع المواسم الخمسة من مسلسل الدراما إختلال ضال. وقد تم ترشيحه لعدة جوائز لعمله على هذه السلسلة. ويعمل حاليا مع فينس غيليغان على سلسلة من الأفضل الاتصال بسول.

## التعليم
غولد مواطن من نيويورك، تخرج من كلية سارة لورانس في عام 1982م بدرجة البكالوريوس في الآداب في اللغة الإنجليزية. وفي عام 1990م، تخرج من جامعة جنوب كاليفورنيا بدرجة الماجستير في الفنون.

## أعمال
سيناريو
| السنة | العنوان         | الدور        | ملاحظات                            |
| ----- | --------------- | ------------ | ---------------------------------- |
| 1994  | دابل دراغون     | كاتب مشارك   | ترتكز على لعبة الفيديو دابل دراغون |
| 2000  | Meeting Daddy   | كتابة وإخراج |                                    |
| 2011  | Too Big to Fail | كتابة        | فيلم تلفزيوني                      |

طاقم الإنتاج
| السنة | العنوان                | الدور                 | ملاحظات       |
| ----- | ---------------------- | --------------------- | ------------- |
| 2016  | من الأفضل الاتصال بسول | منتج منفذ             | الموسم الثاني |
| 2015  | من الأفضل الاتصال بسول | منتج منفذ             | الموسم الأول  |
| 2013  | اختلال ضال             | شارك في تنفيذ الإنتاج | الموسم الخامس |
| 2012  | اختلال ضال             | شارك في تنفيذ الإنتاج | الموسم الخامس |
| 2011  | اختلال ضال             | مشرف على الإنتاج      | الموسم الرابع |
| 2010  | اختلال ضال             | منتج                  | الموسم الثالث |
| 2009  | اختلال ضال             | محرر قصة              | الموسم الثاني |
| 2008  | اختلال ضال             | محرر قصة              | الموسم الأول  |

كتابة
| السنة | عنوان العمل            | الموسم | عنوان الحلقة                 | الحلقة | ملاحظات                     |
| ----- | ---------------------- | ------ | ---------------------------- | ------ | --------------------------- |
| 2016  | من الأفضل الاتصال بسول | 2      | "Nailed"                     | 9      | Also directed               |
| 2015  | من الأفضل الاتصال بسول | 1      | "Marco"                      | 10     | Also directed               |
| 2015  | من الأفضل الاتصال بسول | 1      | "Mijo"                       | 2      |                             |
| 2015  | من الأفضل الاتصال بسول | 1      | "Uno"                        | 1      | كاتب مشارك مع فينس غيليغان  |
| 2013  | اختلال ضال             | 5      | "Granite State"              | 15     | قام بالإخراج أيضا           |
| 2013  | اختلال ضال             | 5      | "Blood Money"                | 9      |                             |
| 2012  | اختلال ضال             | 5      | "Hazard Pay"                 | 3      |                             |
| 2011  | اختلال ضال             | 4      | "Salud"                      | 10     | كاتب مشارك مع جينيفر هاتسون |
| 2011  | اختلال ضال             | 4      | "Problem Dog"                | 7      | قام بالإخراج أيضا           |
| 2010  | اختلال ضال             | 3      | "Half Measures"              | 12     | كاتب مشارك مع سام كاتلين    |
| 2010  | اختلال ضال             | 3      | "Kafkaesque"                 | 9      | كاتب مشارك مع جورج ماسترس   |
| 2010  | اختلال ضال             | 3      | "Caballo Sin Nombre"         | 2      |                             |
| 2009  | اختلال ضال             | 2      | "Better Call Saul"           | 8      |                             |
| 2009  | اختلال ضال             | 2      | "Bit by a Dead Bee"          | 3      |                             |
| 2008  | اختلال ضال             | 1      | "A No-Rough-Stuff-Type Deal" | 7      |                             |

## روابط خارجية
- بيتر غولد على موقع IMDb (الإنجليزية)
- بيتر غولد على موقع ألو سيني (الفرنسية)
- بيتر غولد على موقع أول موفي (الإنجليزية)
- بيتر غولد على موقع قاعدة بيانات الفيلم (الإنجليزية)
- بيتر غولد على موقع كينوبويسك (الروسية)